# اورانوسن
اورانوسن (به انگلیسی: Uranocene) با فرمول شیمیایی C۱۶H۱۶U یک ترکیب شیمیایی با شناسه پاب‌کم ۱۳۹۲۰۴ است. که جرم مولی آن ۴۴۶٫۳۳ g/mol می‌باشد. شکل ظاهری این ترکیب، جامد است.